# Front Stepowy
Front Stepowy (zwany także: Front Rezerwowy Dowódcy, Stepowy Okręg Wojskowy, ros. Степной фронт) – jedno z wielkich operacyjno-strategicznych ugrupowań wojsk Armii Czerwonej o kompetencjach administracyjnych i operacyjnych na zachodnim terytorium ZSRR, działający podczas wojny z Niemcami w czasie II wojny światowej.

## Historia
Utworzony 6 kwietnia 1943 roku, początkowo jako Front Rezerwowy.  Rozwinął się na wschód od Charkowa. 15 maja przemianowany na Stepowy Okręg Wojskowy, 10 lipca na Front Stepowy.
Uczestniczył w bitwie na łuku kurskim w czasie której dowództwo frontu tworzyli następujący oficerowie: dowódca Iwan Koniew, szef sztabu Matwiej Zacharow, członkowie rady wojennej Iwan Susajkow i Iwan Hruszecki oraz szef zarządu politycznego A. Tiewczenko., 23 sierpnia zdobył Charków, następnie wraz z wojskami Frontu Ukraińskiego działał w kierunku na Kijów i Krzemieńczuk. 17 października uchwycił przyczółki na Dnieprze. 20 października 1943 przemianowany na 2 Front Ukraiński.

## Dowództwo frontu
Dowódcy frontu
- gen. płk Markian Popow
- gen. armii Iwan Koniew od 23 czerwca 1943

## Struktura organizacyjna
Skład:
- 24 Armia
- 46 Armia
- 47 Armia
- 53 Armia
- 66 Armia
- 5 Gwardyjska Armia Pancerna

Ponadto:
- 69 Armia
- 7 Gwardyjska Armia
- 5 Armia Lotnicza.